# Gentiana zekuensis
Gentiana zekuensis är en gentianaväxtart som beskrevs av T.N. Ho och S.W. Liu. Gentiana zekuensis ingår i släktet gentianor, och familjen gentianaväxter. Inga underarter finns listade i Catalogue of Life.